# Trancestep
Trancestep – podgatunek nurtu muzycznego drum and bass, określony też przez Johna B, potocznie, jako trance'n'bass.
Stanowi kombinację syntetycznych elementów melodycznych zaczerpniętych z gatunku muzycznego trance połączonych ze ścieżkami perkusyjnymi i liniami basowymi w stylistyce drum and bass.
Style ten najczęściej można spotkać w twórczości między innymi takich artystów jak: John B, Concord Dawn, Ill Skillz, Muffler, Vortex Involute, Plejik, Ben Sage, Subsonik, Seven Lions.
W Polsce do głównych promotorów trancestep zalicza się: Richard Murder, mrQmantra oraz Mr.EdwardizeR.